# Halopéridol
« Haldol » redirige ici. Pour l’article homophone, voir Aldol.
L'halopéridol (R1625) est une butyrophénone et un médicament antipsychotique de première génération. 
Ce médicament est utilisé pour le contrôle des symptômes des psychoses aigües, de la schizophrénie aigüe, des phases maniaques chez les bipolaires (maniaco-dépressifs), de l'hyperactivité et pour contrôler l'agressivité, l'agitation extrême et les pensées psychotiques, qui peuvent être induites par l'usage détourné de substances psychotropes telles que les amphétamines, le LSD ou la PCP.
L'ester décanoïque correspondant (marque Haldol decanoate, R13672) constitue une prodrogue de l'haldol permettant une action prolongée après injection intramusculaire. Outre le décanoate d'halopéridol, on peut également utiliser le lactate d'halopéridol.

## Historique

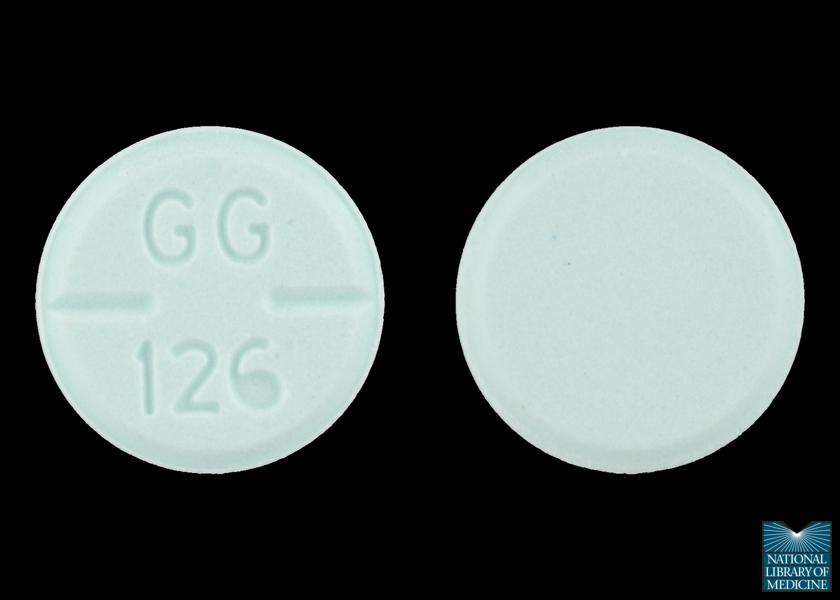
Comprimé oral de halopéridol, 10 mg

Vers le milieu des années 1950, Paul Janssen, à la recherche d'un brevet pour l'entreprise familiale, avait entendu parler de l'effet psychotisant de l'amphétamine constaté chez des cyclistes dopés. Il en déduisit qu'un antagoniste de l'amphétamine pourrait avoir un effet antipsychotique ce qui se confirma avec l'halopéridol. C'est alors que s'imposa, d'abord en Belgique puis dans le reste du monde occidental, celui qui allait devenir le premier des neuroleptiques en psychiatrie. Il présentait en outre l'avantage d'être essentiellement antidélirant, et moins sédatif que les dérivés de la chlorpromazine.
L'halopéridol a été synthétisé pour la première fois le 11 février 1958. Produit de recherches principalement par une équipe de chercheurs en psychiatrie à l'Université de Liège (un travail de Jean Bobon, « à qui sera attribuée la découverte des effets cliniques de l’Halopéridol »), il se nomme ainsi en raison des deux substituts halogénés incorporés dans la molécule. Sous le nom de marque Haldol, le médicament a été autorisé et commercialisé en Belgique en octobre 1959 . 
L'halopéridol a été utilisé en psychiatrie punitive en URSS ainsi que sur Abu Zubaydah, l'un des détenus de Guantanamo. Il est également utilisé hors indication médicale lors de l'expulsion des immigrés illégaux aux États-Unis.
Une molécule proche, créée par le même laboratoire, est la rispéridone qui agit comme antagoniste des récepteurs 5HT2A à la sérotonine en plus d'agir sur les récepteurs à dopamine. Plus efficace chez certains patients, et présentant moins de risques de toxicité extrapyramidale, cette molécule tend à remplacer l'halopéridol dans le traitement des troubles psychotiques.

## Classe chimique
- Butyrophénone

## Propriétés pharmacologiques
- Psycholeptique
- Neuroleptique
- Antiémétique

## Mécanisme d'action
Il agit sur les récepteurs D2 de la dopamine (comme antagoniste)  dans le cerveau, mais aussi sur les récepteurs α1-adrénergiques et sigma, ce qui explique ses effets secondaires.  Il est plus spécifique sur les récepteurs de type D2-like (D2, D3 et D4) et dans une moindre mesure D1-like (D1 et D5)
L'halopéridol est une poudre cristalline inodore de couleur blanche à jaune. Son nom IUPAC est la 4-[4-(p-chlorophényl)-4-hydroxypipéridino]-4′-fluorobutyrophénone et sa formule brute est C21H23ClFNO2.
L'activité antipsychotique pourrait venir du blocage des récepteurs dopaminergiques méso-limbiques. Les symptômes extrapyramidaux proviendraient du blocage de récepteurs dopaminergiques striataux. L'hypersécrétion de prolactine aurait pour origine le blocage de récepteurs dopaminergiques du système tubéro-infundibulaire. L'activité antiémétique serait due à une action au niveau des chemorécepteurs de la trigger zone (en).

## Indications
- psychose aigüe et chronique
- syndrome de Gilles de la Tourette
- neuroleptique
- antihallucinatoire
- antiémétique
- état d’agitation avec agressivité
- trouble obsessionnel compulsif (TOC) lorsque les inhibiteurs sélectifs de la recapture de la sérotonine (ISRS) ne suffisent pas[14],[15]

À faibles doses, il est efficace pour contrôler les sautes d'humeur et les hallucinations.
Il a été utilisé chez des sujets atteints de troubles de la personnalité, pour la chimiothérapie de certains tics et contre le syndrome de Gilles de la Tourette,, et selon Sanberg et al. (1989) dans le cas du syndrome de Gilles de la Tourette, son effet semble pouvoir être potentialisé par la nicotine. Il a aussi une certaine efficacité dans les comportements auto-mutilateurs comme mis en évidence dans un cas d'autophagie. 
Il est largement utilisé, en unités de soins intensifs pour les syndromes délirants, même si le niveau de preuve de son efficacité sur la mortalité et sur la sévérité du délire reste très faible.

## Effets secondaires
- somnolence et sédation
- modifications du comportement
- syndrome extrapyramidal
- dyskinésie tardive
- prise de poids
- euphorie

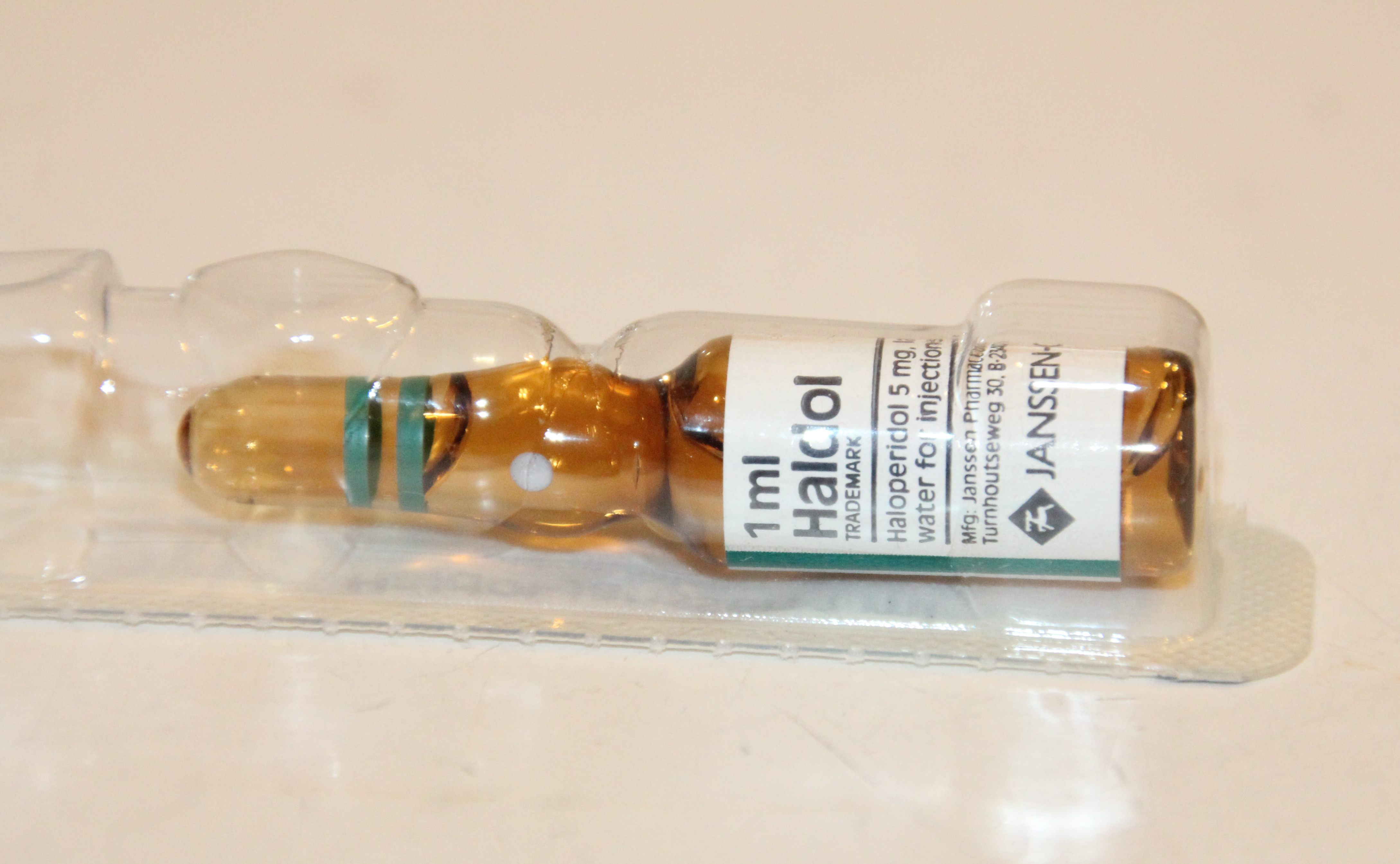
Halopéridol pour injection.

Le médicament a de forts effets secondaires extrapyramidaux. Parmi ces effets secondaires, on trouve sécheresse de la bouche, léthargie, rigidité musculaire, crampes musculaires, agitation, dyskinésie tardive, tremblements, prise de poids, bien que ces effets secondaires soient plus fréquents si le médicament est pris plusieurs fois par jour pendant une longue période, parfois des années.
Le risque de dyskinésie tardive est d'environ 4 % chez des patients jeunes, plus élevé que chez d'autres antipsychotiques ; chez des patients âgés de plus de 45 ans, ce pourcentage peut être beaucoup plus élevé. Ces symptômes peuvent être permanents, même après l'arrêt du traitement.
Le syndrome malin neuroleptique est un important effet secondaire possible.

## Précautions d'emploi
Certains effets indésirables de l'halopéridol sont graves (à risque vital) et doivent motiver l'appel immédiat des urgences médicales : il s'agit du syndrome malin des neuroleptiques (pâleur, hyperthermie, troubles végétatifs) ou de mouvements musculaires incontrôlables (touchant en particulier le visage et la langue). En outre, il n'est pas rare d'observer des spasmes et une instabilité de la face et du cou, tremblements, troubles des règles, impuissance, hypertrophie des seins, sécrétion lactée, prise de poids.

## Contre-indications
- Grossesse et allaitement : l'halopéridol peut être pris pendant une grossesse, cependant certains risques peuvent exister[24].

## Divers
L'halopéridol fait partie de la liste des médicaments essentiels de l'Organisation mondiale de la santé (liste mise à jour en avril 2013).